# WWE・スーパースターズ
Superstars（スーパースターズ）は、WWEが放送していたテレビ番組。

## 歴史
2009年4月16日からWGNアメリカでテレビ放送を開始する。SmackDownと同じく録画形式であり、月曜のRAW放送の前にRAW所属レスラー分を、火曜のNXTとSmackDown収録の合間にSmackDown所属選手分を収録し、編集を加えたものを毎週木曜日に放送している。1回の放送で3 - 4試合ほど組まれるが、場合によっては各ブランドのあらすじ紹介を番組の半分ほどをかけて行い、試合が1から2試合になることもある。
RAWやSmackDownとは違い、この番組所属のレスラーはおらず、WWEに所属する全てのレスラーが登場することができる。RAW、SmackDown、NXTのレスラーが番組の垣根を越えて共演、と紹介されることもあるが、基本的に同番組のレスラー同士で闘う。また、NXTがシーズン6に突入してから加わったレスラーは出場していない。
かつてはストーリーの補完的な試合がほとんどであり、各ブランドの収録で試合が組まれなかったレスラーの試合が行なわれることも多かった。またストーリーとは関係ない試合も組まれ、その試合がきっかけとなりその後の各ブランドでストーリーが展開することもあった。
RAWやSmackDown!のようなブランドという形ではないため、この番組が管理する王座は存在しない。この番組で各ブランドの王座戦が組まれることはあったが、現在ではストーリーはほぼ存在せず（王者に勝った者が別番組でその王者と抗争をする、という部分はあるが）、登場するのもほとんどが若手レスラーである。
上述の通りアメリカでは2011年4月7日放送分でWGNでの放送が終了。4月14日からWWE.comでネット放映がスタートした。
実況と解説はそれぞれRAWはスコット・スタンフォードとジョシュ・マシューズが、SmackDownではジョシュとマット・ストライカーが行っている。
日本では2011年2月5日からJ SPORTS系（初回はJ SPORTS ESPN）で放送していた。
2012年7月23日にRAWが1000回目放送を機に三時間番組となったことで、本番組に割ける時間・試合がなくなった。そのため、RAWの前座試合の2試合を放送する番組となり、また残りの時間はRAWのダイジェスト番組にもなっている。実況解説はスコット & ストライカーが行っていたが、後にドーソン & ストライカーに変更。
2013年3月、RAWが日本でも3時間フル放送することになり、本番組は日本放送休止となった。
2016年にWWE 205 Liveの放送開始に伴い番組が終了。

## 番組テーマソング
- Invincible - Adelitas Way